# 赵继
赵继（1959年2月13日—），男，汉族，吉林蛟河人，中共党员，1984年12月参加工作，研究生学历，工学博士，教授、博士生导师。曾任吉林大学党委常委、常务副校长。2014年6月至2021年2月，任东北大学校长。

## 生平
1984年获得吉林工业大学机械制造及自动化专业硕士学位，12月留校任教。1995年取得吉林工业大学机械制造及自动化专业博士学位。
曾任吉林工业大学教务处副处长、处长，校长助理兼教务处处长，2003年5月升任吉林大学副校长；2014年6月担任东北大学校长。2018年1月，当选第十三届全国政协委员。